# Saulon-la-Rue
Saulon-la-Rue és un municipi francès, situat al departament de la Costa d'Or i a la regió de Borgonya - Franc Comtat. L'any 2007 tenia 566 habitants.

## Demografia

### Població
El 2007 la població de fet de Saulon-la-Rue era de 566 persones. Hi havia 207 famílies, de les quals 32 eren unipersonals (16 homes vivint sols i 16 dones vivint soles), 52 parelles sense fills, 107 parelles amb fills i 16 famílies monoparentals amb fills.
La població ha evolucionat segons el següent gràfic:
Habitants censats

### Habitatges
El 2007 hi havia 218 habitatges, 208 eren l'habitatge principal de la família, 3 eren segones residències i 6 estaven desocupats. 208 eren cases i 10 eren apartaments. Dels 208 habitatges principals, 192 estaven ocupats pels seus propietaris, 13 estaven llogats i ocupats pels llogaters i 3 estaven cedits a títol gratuït; 1 tenia una cambra, 7 en tenien dues, 26 en tenien tres, 64 en tenien quatre i 110 en tenien cinc o més. 191 habitatges disposaven pel capbaix d'una plaça de pàrquing. A 61 habitatges hi havia un automòbil i a 135 n'hi havia dos o més.

### Piràmide de població
La piràmide de població per edats i sexe el 2009 era:
| Homes | Edats   | Dones |
| ----- | ------- | ----- |
| 0     | 95 o +  | 0     |
| 0     | 90 a 94 | 0     |
| 0     | 85 a 89 | 0     |
| 0     | 80 a 84 | 4     |
| 0     | 75 a 79 | 4     |
| 0     | 70 a 74 | 0     |
| 20    | 65 a 69 | 8     |
| 4     | 60 a 64 | 28    |
| 8     | 55 a 59 | 12    |
| 16    | 50 a 54 | 16    |
| 20    | 45 a 49 | 24    |
| 20    | 40 a 44 | 12    |
| 44    | 35 a 39 | 36    |
| 20    | 30 a 34 | 16    |
| 12    | 25 a 29 | 28    |
| 12    | 20 a 24 | 8     |
| 20    | 15 a 19 | 8     |
| 20    | 10 a 14 | 28    |
| 16    | 5 a 9   | 36    |
| 20    | 0 a 4   | 28    |

## Economia
El 2007 la població en edat de treballar era de 387 persones, 285 eren actives i 102 eren inactives. De les 285 persones actives 271 estaven ocupades (139 homes i 132 dones) i 14 estaven aturades (6 homes i 8 dones). De les 102 persones inactives 45 estaven jubilades, 43 estaven estudiant i 14 estaven classificades com a «altres inactius».

### Ingressos
El 2009 a Saulon-la-Rue hi havia 217 unitats fiscals que integraven 612 persones, la mediana anual d'ingressos fiscals per persona era de 21.462 €.

### Activitats econòmiques
Dels 14 establiments que hi havia el 2007, 5 eren d'empreses de comerç i reparació d'automòbils, 1 d'una empresa de transport, 2 d'empreses d'hostatgeria i restauració, 5 d'empreses de serveis i 1 d'una entitat de l'administració pública.
Dels 2 establiments de servei als particulars que hi havia el 2009, 1 era un taller de reparació d'automòbils i de material agrícola i 1 restaurant.
L'únic establiment comercial que hi havia el 2009 era una floristeria.
L'any 2000 a Saulon-la-Rue hi havia 3 explotacions agrícoles.

## Equipaments sanitaris i escolars
El 2009 hi havia una escola elemental integrada dins d'un grup escolar amb les comunes properes formant una escola dispersa.

## Poblacions més properes
El següent diagrama mostra les poblacions més properes.